# Sarah Zippusch
Sarah Zippusch (geboren 18. Oktober 1994) ist eine österreichische Sängerin, Musicaldarstellerin und Schauspielerin.

## Leben
Zippusch stammt aus Mittertrixen bei Völkermarkt. Sie erhielt ihre Musicalausbildung am Performing Center Austria in Wien. Bei der Eröffnung des Eurovision Song Contest 2015 in Wien war sie als Tänzerin tätig.
Neben ihrer Tätigkeit als Musicaldarstellerin war sie als Sopranistin beim Singkreis Völkermarkt und bei der Coverband MeetU als Leadsängerin tätig.
Im Jahr 2017 gab Sarah Zippusch beim Musicalsommer Winzendorf im Musical Zorro die Zweitbesetzung der Hauptrolle Inez.
Sie war in der Wiener Staatsoper in Dantons Tod zu sehen und spielte beim Musicalsommer Winzendorf im Musical 3 Musketiere die Rolle der Königin Anna und Cover der Milady. 2018 war sie die Gräfin Dracula in der Musicalkomödie Dracula sein Bruder in Linz. Von 2019 bis 2020 war sie im Musical Kiss me Kate am Staatstheater Darmstadt im Ensemble. Im Sommer 2019 übernahm Zippusch beim Musicalsommer Winzendorf in der deutschsprachigen Erstaufführung von Carmen - Das Musical die Rolle der Katharina und das Cover der Titelrolle Carmen. Bei der Premiere spielte sie die Titelrolle.
Von 2021 bis 2022 war sie am Theater Sankt Gallen (CH) als Soulgirl in Jesus Christ Superstar und in Victor/Victoria am Staatstheater Mainz zu sehen. 2022 übernahm Sarah die Rolle der Mina Murry im Musical Dracula am neuen Wiener Theater Kulturgarage, stand als Klärchen in der Operette Im Weissen Rössl, als Vampirbraut im Musical Dracula am Deutschen Theater München und als Eva Peron im Musical Evita beim Operettensommer Kufstein auf der Bühne.
Sarah Zippusch war in Mamma Mia bei den Seefestspielen Mörbisch im Ensemble und als Notfallcover Donna und als Solistin im Theater Das Vindobona zu sehen.
Von 2023 bis 2023 war sie im Landestheater Linz Teil der Uraufführung von Die Königinnen, welches zum Besten Musical 2024 gekürt wurde. Als Ozzy war sie im Musical We will rock you beim Musicalsommer Amstetten zu sehen und steht seit September 2024 in Rock me Amadeus im Ronacher bei den Vereinigten Bühnen Wien auf der Bühne.
Anfang 2022 veröffentlicht sie ihre erste eigene Single Mit Dir und stieg damit ins österreichische Musikgeschäft ein.

## Musicals und Operetten
- 2016: Papa schläft noch, Oberpullendorf, Rolle: Gaby[27][5]
- 2016: Im weißen Rössl, Schlossfestspiele Langenlois[28]
- 2017: Derniere, Theater Akzent, Rolle: Sarah[29]
- 2017: Zorro, Musicalsommer Winzendorf; Ensemble, Cover Inez[30][31]
- 2018: 3 Musketiere – Das Musical, Musicalsommer Winzendorf; Rolle: Königin Anna, Cover Milady[5]
- 2018: Graf Dracula sein Bruder, Theater in der Innenstadt; Rolle: Gräfin Dracula
- 2018 bis 2020: Kiss me Kate, Staatstheater Darmstadt; Ensemble und Cover Hattie[32]
- 2019: Carmen – Das Musical, Musicalsommer Winzendorf Rolle: Katarina und Cover Carmen (Premierenbesetzung Carmen)[33]
- 2021 bis 2022: Jesus Christ Superstar, Theater Sankt Gallen; Rolle: Soulgirl
- 2021 bis  2022: Victor/Victoria, Staatstheater Mainz; Ensemble
- 2022: Dracula, Kulturgarage Wien, Rolle: Mina Murray[34]
- 2022: Im weißen Rössl, Kulturglashaus Sattler, Rolle: Klärchen[35]
- 2022: Evita, Operettensommer Kufstein, Rolle: Eva Peron[36]
- 2022: Dracula, Deutsches Theater München, Rolle: Vampirbraut[37]
- 2023: Funny Girl, Stadttheater Baden, Rolle: Cover Fanny Brice[38]
- 2023: Mamma Mia, Seefestspiele Mörbisch, Rolle: Ensemble/Cover Donna[39][40]
- 2023: Dinner Before Christmas, Das Vindobona, Rolle: Solistin[41]
- 2023/2024: Die Königinnen, Landestheater Linz, Rolle: Ensemble/Anwältin[42]
- 2024: We will rock you, Musicalsommer Amstetten, Rolle: Ozzy[43]
- 2024/2025: Rock me Amadeus, VBW Wien Ronacher, Rolle: Ensemble[44]